# Нівес Целзіюс
Нівес Целзіюс (18 грудня 1981 р.) — хорватська модель, співачка, письменниця та колумністка.

## Біографія
Нівес Целзіюс народилася 18 грудня 1981 року в Загребі, на той час в Югославії. Її біологічний батько, Спасо Чанкович (відомий як Аней Сам) народився в Санському Мості, Боснія і Герцеговина, був словенським письменником. Мати — Міра, етнічна сербка. Її батьки розлучилися до народження Нівес. Під час хорватської війни за незалежність над нею знущалися через прізвище.  
Нівес Целзіюс повідомила, що її зґвалтував у віці 16 років гравець «Динамо» із Загреба, але не назвала його ім'я. Нівес жила в Белграді в протягом кількох років, перш ніж повернутися в Загреб, де випустила пісню «На колінах», яка стала хітом.
Нівес Целзіюс була одружена з футболістом Діно Дрпічем, з яким має двох дітей — Леоне та Тайшу. Подружжя отримало ім'я "Девід і Вікторія Бекхем з Бадена" у Німеччині.. У жовтні 2009 року міським кримінальним судом була засуджена за наклеп, після того як в інтерв'ю сербському журналу Playboy розповіла, що батько знущався над нею.
У 2008 році Целзіюс та її чоловік потрапили в заголовки загальноєвропейських країн у химерній історії. Під час відпочинку на хорватському острові Крк їх сина Леоне помилково визнали викраденою англійською дівчиною Мадлен Маккан, яку востаннє бачили в Португалії.
У 2014 році Целзіюс розлучилася з Діно Дрпічем.
У 2014 році вона була суддею в 11-му епізоді першого сезону хорватської версії шоу Твоє обличчя звучить знайомо. 27 січня 2017 року стало відомо, що Нівес братиме участь у четвертому сезоні шоу. Вона виграла один із 12 епізодів, імітуючи Ілвіса з піснею "The Fox (What Does the Fox Say?)", але все одно отримала достатньо балів, щоб потрапити у фінальний тур. У фіналі вона наслідувала Ентоні Кідіса з Red Hot Chili Peppers з хітом "Dani California", з яким перемогла. Вона була першою жінкою-переможницею шоу. Будучи учасницею конкурсу, вона була улюбленицею публіки.

## Дискографія
- Cura moderna (1999)

## Фільмографія
| Рік      | Заголовок        | Роль    | Примітки                                             |
| -------- | ---------------- | ------- | ---------------------------------------------------- |
| 2007 рік | Zauvijek susjedi | Діна    | Хорватський серіал (англійською: Neighbours Forever) |
| 2017 рік | Чиста любов      | Снежана | Хорватський серіал                                   |

## Нагороди та номінації
| Рік      | Премія            | Категорія       | Для | Результат |
| 2009 рік | Нагорода «Кіклоп» | Хіт-роман року  | Гола істина |           |
| 2017 рік |                   | Кращий імітатор | style="background: #99FF99; color: black; vertical-align: middle; text-align: center; " class="yes table-yes2"\|Перемога |           |